# Kiedy świnie mają skrzydła
Kiedy świnie mają skrzydła (fr. Le cochon de Gaza) – francusko-niemiecko-belgijska komedia z 2011 roku w reżyserii Sylvaina Estibala. Film wyprodukowany został przez Marilyn Productions, StudioCanal, Barry Films, Saga film i Rhamsa Productions.

## Fabuła
Ubogi rybak z Gazy, Jafaar (Sason Gabbaj), wypływa na połów. Jego zdobyczą okazuje się dorodna świnia, która wypadła z transportu. Z powodów religijnych Palestyńczyk nie może jej zjeść. Za radą fryzjera postanawia zarobić na nietypowym znalezisku.

## Obsada
- Sason Gabbaj jako Jafaar
- Baya Belal jako Fatima
- Myriam Tekaïa jako Yelena
- Gassan Abbas jako fryzjer
- Khalifa Natour jako Hussein

i inni